# Liste der Kulturdenkmäler in Mengeringhausen
Die folgende Liste enthält die in der Denkmaltopographie ausgewiesenen Kulturdenkmäler auf dem Gebiet des Ortsteils Mengeringhausen der  Stadt Bad Arolsen, Landkreis Waldeck-Frankenberg, Hessen.
Hinweis: Die Reihenfolge der Denkmäler in dieser Liste orientiert sich an der Anschrift, alternativ ist sie auch nach der Bezeichnung, der vom Landesamt für Denkmalpflege vergebenen Nummer oder der Bauzeit sortierbar.
Kulturdenkmäler werden fortlaufend im Denkmalverzeichnis des Landes Hessen durch das Landesamt für Denkmalpflege Hessen auf Basis des Hessischen Denkmalschutzgesetzes (HDSchG) geführt. Die Schutzwürdigkeit eines Kulturdenkmals hängt nicht von der Eintragung in das Denkmalverzeichnis des Landes Hessen oder der Veröffentlichung in der Denkmaltopographie ab.

Das Denkmalverzeichnis für diesen Bereich liegt noch nicht vor. Die bisher bekannten Bau- und Kunstdenkmäler hat das Landesamt für Denkmalpflege Hessen in sogenannten Arbeitslisten erfasst. Den Arbeitslisten liegen Erkenntnisse aus Akten, Ortsbegehungen und Denkmalinventaren, jedoch keine neuere systematische Forschung, zugrunde. Die Benehmensherstellung mit der Gemeinde gemäß § 11 Abs. 1 HDSchG ist noch nicht erfolgt.
Das Vorhandensein oder Fehlen eines Objekts in dieser Liste ist keine rechtsverbindliche Auskunft darüber, ob es Kulturdenkmal ist oder nicht: Diese Liste entspricht möglicherweise nicht dem aktuellen Stand der offiziellen Denkmaltopographie. Diese ist für Hessen in den entsprechenden Bänden der Denkmaltopographie Bundesrepublik Deutschland und im Internet unter DenkXweb – Kulturdenkmäler in Hessen einsehbar. Auch diese Quellen sind, obwohl sie durch das Landesamt für Denkmalpflege Hessen aktualisiert werden, nicht immer aktuell, da es im Denkmalbestand immer wieder Änderungen gibt.
Eine verbindliche Auskunft erteilt allein das Landesamt für Denkmalpflege Hessen.
Nutze diese Kartenansicht, um Koordinaten in der Liste zu setzen. In dieser Kartenansicht sind Kulturdenkmale ohne Koordinaten mit einem roten bzw. orangen Marker dargestellt und können in der Karte gesetzt werden. Kulturdenkmale ohne Bild sind mit einem blauen bzw. roten Marker gekennzeichnet, Kulturdenkmale mit Bild mit einem grünen bzw. orangen Marker.

## Gesamtanlagen
| Bild                                                 | Bezeichnung                                          | Lage                 | Beschreibung                                                      | Bauzeit | Objekt-Nr. |
| ---------------------------------------------------- | ---------------------------------------------------- | -------------------- | ----------------------------------------------------------------- | ------- | ---------- |
| Blick auf Mengeringhausen                            | Gesamtanlage 1 Historische Altstadt                  | Mengeringhausen Lage |                                                                   |         | 170562 DDB |
| Gesamtanlage 2 Stadterweiterung des 19. Jahrhunderts | Gesamtanlage 2 Stadterweiterung des 19. Jahrhunderts | Mengeringhausen Lage | Auf der Schanze 1, Landstraße 63–79, 76–98, Philosophenweg 16, 17 |         | 170701 DDB |

## Kulturdenkmäler
| Bild                                                | Bezeichnung                                         | Lage | Beschreibung                               | Bauzeit | Objekt-Nr. |
| --------------------------------------------------- | --------------------------------------------------- | --- | ------------------------------------------ | ------- | ---------- |
| Mittelflurhaus, Fachwerk                            | Mittelflurhaus, Fachwerk                            | Am Berge 2 LageFlur: 1, Flurstück: 94/1 |                                            |         | 170564 DDB |
| Fachwerkwohnhaus                                    | Fachwerkwohnhaus                                    | Am Berge 4 LageFlur: 1, Flurstück: 98/1 |                                            |         | 828796 DDB |
| Bild gesucht BW                                     | Fachwerkwohnhaus                                    | Am Berge 5 LageFlur: 1, Flurstück: 108/2 |                                            |         | 170565 DDB |
| Hist. Stadtbefestigung+Türme                        | Hist. Stadtbefestigung+Türme                        | Am Butenturm, Im Vegesack, Im Hagen, Hinter der Bergmühle, Bergstraße, An der Bergmühle LageFlur: 1, Flurstück: 11, 1401/1, 141, 142, 1782/449, 1894/27, 2270/188, 27/1, 450/2, 569 |                                            |         | 170733 DDB |
| Feldscheune                                         | Feldscheune                                         | Am Papiermühler Weg LageFlur: 36, Flurstück: 15 |                                            |         | 955458 DDB |
| Seilerei                                            | Seilerei                                            | Am Viadukt 1a, Am Sichenufer LageFlur: 1, Flurstück: 1443/4, 786 |                                            |         | 170566 DDB |
| herrschaftliches Fachwerkwohnhaus+Torhaus           | herrschaftliches Fachwerkwohnhaus+Torhaus           | Auf dem Mühlenwasser 6 LageFlur: 1, Flurstück: 310/2 |                                            |         | 170567 DDB |
| Längsdielenhaus, Fachwerk                           | Längsdielenhaus, Fachwerk                           | Auf dem Mühlenwasser 8 LageFlur: 1, Flurstück: 312/3 |                                            |         | 170568 DDB |
| Jüdischer Friedhof                                  | Jüdischer Friedhof                                  | Auf der Egge LageFlur: 2, Flurstück: 30 |                                            |         | 828811 DDB |
| Wohnhaus+Vorgarten                                  | Wohnhaus+Vorgarten                                  | Auf der Schanze 1 LageFlur: 13, Flurstück: 11/6 |                                            |         | 170569 DDB |
| Katholische Pfarrkirche St. Peter und Paul          | Katholische Pfarrkirche St. Peter und Paul          | Dr.-Ohlendorf-Straße 19 LageFlur: 13, Flurstück: 43/2 |                                            |         | 924021 DDB |
| Aartalbrücke                                        | Aartalbrücke                                        | Eisenbahn, Am Sichenufer LageFlur: 1, Flurstück: 1443/4, 1449/1 |                                            |         | 170731 DDB |
| Querdielenhaus, Fachwerk                            | Querdielenhaus, Fachwerk                            | Entenpfuhl 1 LageFlur: 1, Flurstück: 219/2 |                                            |         | 170571 DDB |
| Bild gesucht BW                                     | Fachwerkwohnhaus                                    | Entenpfuhl 5 LageFlur: 1, Flurstück: 238/1 |                                            |         | 170572 DDB |
| Wohnhaus                                            | Wohnhaus                                            | Freundegrund 3 LageFlur: 1, Flurstück: 938/1 |                                            |         | 170573 DDB |
| Längsdielenhaus, heute Heimatmuseum                 | Längsdielenhaus, heute Heimatmuseum                 | Hintere Straße 7 LageFlur: 1, Flurstück: 456/4 |                                            |         | 170574 DDB |
| Fachwerkwohnhaus, ehem. Längsdielenhaus             | Fachwerkwohnhaus, ehem. Längsdielenhaus             | Hintere Straße 8 LageFlur: 1, Flurstück: 537/1 |                                            |         | 828797 DDB |
| Bild gesucht BW                                     | Fachwerkwohnhaus                                    | Hintere Straße 9 LageFlur: 1, Flurstück: 458/1, 458/2 |                                            |         | 828798 DDB |
| Querdielenhaus, Fachwerk                            | Querdielenhaus, Fachwerk                            | Hintere Straße 11 LageFlur: 1, Flurstück: 464/2 |                                            |         | 170575 DDB |
| Längsdielenhaus, Fachwerk                           | Längsdielenhaus, Fachwerk                           | Hintere Straße 17 LageFlur: 1, Flurstück: 479/1 |                                            |         | 170576 DDB |
| Ehem. Synagoge, heute Wohnhaus                      | Ehem. Synagoge, heute Wohnhaus                      | Hintere Straße 20 LageFlur: 1, Flurstück: 353/1 |                                            |         | 170577 DDB |
| ehem. Freihof+Mauer                                 | ehem. Freihof+Mauer                                 | Hintere Straße 24 LageFlur: 1, Flurstück: 371/3 |                                            |         | 170578 DDB |
| Bild gesucht BW                                     | Fachwerkwohnhaus                                    | Im Vegesack 1 LageFlur: 1, Flurstück: 1639/169 |                                            |         | 170579 DDB |
| Fachwerkwohnhaus+Mauer                              | Fachwerkwohnhaus+Mauer                              | Im Vegesack 3, Im Vegesack LageFlur: 1, Flurstück: 1653/150 |                                            |         | 170580 DDB |
| Fachwerkwohnhaus                                    | Fachwerkwohnhaus                                    | Kronenstraße 3 LageFlur: 1, Flurstück: 290/1 |                                            |         | 170581 DDB |
| Bild gesucht BW                                     | Hofanlage (Emma`s Höhe)                             | Landstraße 1 LageFlur: 31, Flurstück: 26/2 |                                            |         | 170584 DDB |
| Transformatorenhaus                                 | Transformatorenhaus                                 | Landstraße 33 LageFlur: 1, Flurstück: 1317/7 |                                            |         | 828799 DDB |
| Friedhof und Kapelle                                | Friedhof und Kapelle                                | Landstraße 38, Am Berger Wege LageFlur: 1, Flurstück: 1309, 1310/1 |                                            |         | 170583 DDB |
| Wohnhaus und ehemalige Klostermauer                 | Wohnhaus und ehemalige Klostermauer                 | Landstraße 62 LageFlur: 1, Flurstück: 20/1 |                                            |         | 170585 DDB |
| Wohnhaus                                            | Wohnhaus                                            | Landstraße 63 LageFlur: 1, Flurstück: 909/2 |                                            |         | 170586 DDB |
| Stadtpalais                                         | Stadtpalais                                         | Landstraße 64 LageFlur: 1, Flurstück: 9/1 |                                            |         | 170587 DDB |
| Wohn- und Wirtschaftsgebäude, Fachwerk, im Abriss   | Wohn- und Wirtschaftsgebäude, Fachwerk, im Abriss   | Landstraße 66 LageFlur: 1, Flurstück: 9/1 | Teil der Gesamtanlage Historische Altstadt |         | 963316     |
| Burg Mengeringhausen                                | Alte Burg                                           | Landstraße 72 LageFlur: 1, Flurstück: 1/2 |                                            |         | 170589 DDB |
| ehem. Waldeckische Stuhlfabrik                      | ehem. Waldeckische Stuhlfabrik                      | Landstraße 74 LageFlur: 1, Flurstück: 1182/1 |                                            |         | 828800 DDB |
| Hofanlage                                           | Hofanlage                                           | Landstraße 78 LageFlur: 1, Flurstück: 1066/1 |                                            |         | 170590 DDB |
| Hofanlage                                           | Hofanlage                                           | Landstraße 80 LageFlur: 1, Flurstück: 1065/1 |                                            |         | 170591 DDB |
| ehemaliges Postamt                                  | ehemaliges Postamt                                  | Landstraße 82 LageFlur: 1, Flurstück: 984/3 |                                            |         | 828801 DDB |
| Wohnhaus+Gartenmauer                                | Wohnhaus+Gartenmauer                                | Landstraße 86 LageFlur: 1, Flurstück: 1017/1 |                                            |         | 170592 DDB |
| Bruchsteinscheune                                   | Bruchsteinscheune                                   | Landstraße 88 LageFlur: 1, Flurstück: 1016/4 |                                            |         | 170593 DDB |
| Wohnhaus                                            | Wohnhaus                                            | Landstraße 90 LageFlur: 1, Flurstück: 1013/2 |                                            |         | 170594 DDB |
| Hofanlage                                           | Hofanlage                                           | Landstraße 98 LageFlur: 1, Flurstück: 1003/3 |                                            |         | 170595 DDB |
| Bild gesucht BW                                     | Fachwerkwohnhaus                                    | Lange Straße 1 LageFlur: 1, Flurstück: 620/1 |                                            |         | 828802 DDB |
| Fachwerkwohnhaus                                    | Fachwerkwohnhaus                                    | Lange Straße 2 LageFlur: 1, Flurstück: 508/1 |                                            |         | 170596 DDB |
| Bild gesucht BW                                     | Fachwerkwohn- und Geschäftshaus                     | Lange Straße 3 LageFlur: 1, Flurstück: 618/1 |                                            |         | 828803 DDB |
| Bild gesucht BW                                     | Fachwerkwohnhaus                                    | Lange Straße 4 LageFlur: 1, Flurstück: 509/1 |                                            |         | 170597 DDB |
| Bild gesucht BW                                     | Fachwerkwohnhaus                                    | Lange Straße 7 LageFlur: 1, Flurstück: 614/2 |                                            |         | 170598 DDB |
| Bild gesucht BW                                     | Mittelflurhaus, Fachwerk                            | Lange Straße 10 LageFlur: 1, Flurstück: 519 |                                            |         | 170599 DDB |
| Bild gesucht BW                                     | Fachwerkwohnhaus                                    | Lange Straße 11 LageFlur: 1, Flurstück: 597/1 |                                            |         | 170710 DDB |
| Bild gesucht BW                                     | Fachwerkwohnhaus                                    | Lange Straße 12 LageFlur: 1, Flurstück: 528/1 |                                            |         | 170600 DDB |
| Bild gesucht BW                                     | Fachwerkwohnhaus                                    | Lange Straße 13 LageFlur: 1, Flurstück: 594 |                                            |         | 170601 DDB |
| Bild gesucht BW                                     | Mittelflurhaus, Fachwerk                            | Lange Straße 14/16 LageFlur: 1, Flurstück: 529/2, 532 |                                            |         | 170602 DDB |
| Bild gesucht BW                                     | Fachwerkwohnhaus                                    | Lange Straße 15 LageFlur: 1, Flurstück: 590/1 |                                            |         | 170603 DDB |
| Bild gesucht BW                                     | Fachwerkwohnhaus                                    | Lange Straße 17 LageFlur: 1, Flurstück: 586/1 |                                            |         | 170604 DDB |
| Bild gesucht BW                                     | Mittelflurhaus, Fachwerk                            | Lange Straße 18 LageFlur: 1, Flurstück: 548/1 |                                            |         | 170605 DDB |
| Bild gesucht BW                                     | Fachwerkwohnhaus                                    | Lange Straße 19 LageFlur: 1, Flurstück: 580/1 |                                            |         | 828804 DDB |
| Bild gesucht BW                                     | Fachwerkwohnhaus                                    | Lange Straße 20 LageFlur: 1, Flurstück: 549/1 |                                            |         | 828805 DDB |
| Bild gesucht BW                                     | Querdielenhaus, Fachwerk                            | Lange Straße 21, Lange Straße 19 LageFlur: 1, Flurstück: 1664/584, 580/1 |                                            |         | 170606 DDB |
| Alte Hofapotheke                                    | Alte Hofapotheke                                    | Lange Straße 22 LageFlur: 1, Flurstück: 554/3 |                                            |         | 170607 DDB |
| Bild gesucht BW                                     | ehemaliges Hospital                                 | Leiborner Straße 35 LageFlur: 42, Flurstück: 5 |                                            |         | 828806 DDB |
| Rathaus                                             | Rathaus                                             | Marktplatz 2 LageFlur: 1, Flurstück: 329 |                                            |         | 170608 DDB |
| Fachwerkwohnhaus mit Diele                          | Fachwerkwohnhaus mit Diele                          | Marktplatz 3 LageFlur: 1, Flurstück: 694/1 |                                            |         | 170609 DDB |
| Fachwerkwohnhaus                                    | Fachwerkwohnhaus                                    | Marktplatz 4 LageFlur: 1, Flurstück: 692/1 |                                            |         | 170610 DDB |
| Fachwerkwohnhaus                                    | Fachwerkwohnhaus                                    | Marktstraße 1 LageFlur: 1, Flurstück: 505/2 |                                            |         | 170611 DDB |
| Fachwerkwohnhaus                                    | Fachwerkwohnhaus                                    | Marktstraße 3 LageFlur: 1, Flurstück: 1546/500 |                                            |         | 170612 DDB |
| Mittelflurhaus, Fachwerk                            | Mittelflurhaus, Fachwerk                            | Marktstraße 6 LageFlur: 1, Flurstück: 338/2 |                                            |         | 170613 DDB |
| Fachwerkwohnhaus, ehem. Längsdielenhaus             | Fachwerkwohnhaus, ehem. Längsdielenhaus             | Neue Pfortenstraße 1 LageFlur: 1, Flurstück: 164 |                                            |         | 828807 DDB |
| Fachwerkwohnhaus, ehem. Querdielenhaus              | Fachwerkwohnhaus, ehem. Querdielenhaus              | Neue Pfortenstraße 2 LageFlur: 1, Flurstück: 165/1 |                                            |         | 828808 DDB |
| Fachwerkhofanlage, Mittelflurhaus+zwei Hinterhäuser | Fachwerkhofanlage, Mittelflurhaus+zwei Hinterhäuser | Neue Pfortenstraße 3 LageFlur: 1, Flurstück: 2014/172 |                                            |         | 170615 DDB |
| Mittelflurhaus, Fachwerk                            | Mittelflurhaus, Fachwerk                            | Neue Pfortenstraße 9 LageFlur: 1, Flurstück: 181/1 |                                            |         | 170617 DDB |
| Längsdielenhaus, Fachwerk                           | Längsdielenhaus, Fachwerk                           | Neue Pfortenstraße 11 LageFlur: 1, Flurstück: 183/3 |                                            |         | 170618 DDB |
| Fachwerkwohnhaus                                    | Fachwerkwohnhaus                                    | Neue Pfortenstraße 15, Obere Torstraße 14 LageFlur: 1, Flurstück: 700/1 |                                            |         | 170619 DDB |
| Pfarrhaus                                           | Pfarrhaus                                           | Nicolaistraße 1 LageFlur: 1, Flurstück: 245/3 |                                            |         | 170620 DDB |
| Fachwerkwohnhaus                                    | Fachwerkwohnhaus                                    | Nicolaistraße 2 LageFlur: 1, Flurstück: 319/1 |                                            |         | 170621 DDB |
| Philipp-Nicolai-Haus, Mittelflurhaus, Fachwerk      | Philipp-Nicolai-Haus, Mittelflurhaus, Fachwerk      | Nicolaistraße 3 LageFlur: 1, Flurstück: 232/1 |                                            |         | 170622 DDB |
| Mittelflurhaus, Fachwerk                            | Mittelflurhaus, Fachwerk                            | Nicolaistraße 4 LageFlur: 1, Flurstück: 322/1 |                                            |         | 170623 DDB |
| Bild gesucht BW                                     | Ehem. Knabenschule, heute Fachwerkwohnhaus          | Nicolaistraße 5 LageFlur: 1, Flurstück: 230/1 |                                            |         | 170624 DDB |
| Evangelische Stadtkirche, ehem. St. Georg           | Evangelische Stadtkirche, ehem. St. Georg           | Nicolaistraße 6 LageFlur: 1, Flurstück: 326 |                                            |         | 170625 DDB |
| Fachwerkwohnhaus                                    | Fachwerkwohnhaus                                    | Nicolaistraße 9 LageFlur: 1, Flurstück: 223/1 |                                            |         | 170626 DDB |
| ehem. Freihof, Fachwerkwohnhaus                     | ehem. Freihof, Fachwerkwohnhaus                     | Nicolaistraße 10 LageFlur: 1, Flurstück: 1716/215 |                                            |         | 170627 DDB |
| Altes Schulhaus                                     | Altes Schulhaus                                     | Nicolaistraße 11 LageFlur: 1, Flurstück: 213/2 |                                            |         | 170628 DDB |
| Bild gesucht BW                                     | Fachwerkwohnhaus, ehem. Längsdielenhaus             | Nicolaistraße 13 LageFlur: 1, Flurstück: 210/7 |                                            |         | 170629 DDB |
| Fachwerkwohnhaus, ehem. Längsdielenhaus             | Fachwerkwohnhaus, ehem. Längsdielenhaus             | Nicolaistraße 14 LageFlur: 1, Flurstück: 715 |                                            |         | 170630 DDB |
| Mittelflurhaus, Fachwerk                            | Mittelflurhaus, Fachwerk                            | Nicolaistraße 15 LageFlur: 1, Flurstück: 206/2 |                                            |         | 828809 DDB |
| Fachwerkwohnhaus                                    | Fachwerkwohnhaus                                    | Obere Torstraße 4 LageFlur: 1, Flurstück: 197/2 |                                            |         | 170631 DDB |
| Fachwerkwohnhaus                                    | Fachwerkwohnhaus                                    | Obere Torstraße 5 LageFlur: 1, Flurstück: 659/1 |                                            |         | 170632 DDB |
| Mittelflurhaus, Fachwerk                            | Mittelflurhaus, Fachwerk                            | Obere Torstraße 6 LageFlur: 1, Flurstück: 199/1 |                                            |         | 170633 DDB |
| Fachwerkwohnhaus mit Diele                          | Fachwerkwohnhaus mit Diele                          | Obere Torstraße 7 LageFlur: 1, Flurstück: 662/1 |                                            |         | 170634 DDB |
| Fachwerkwohnhaus                                    | Fachwerkwohnhaus                                    | Obere Torstraße 8 LageFlur: 1, Flurstück: 204/1 |                                            |         | 170635 DDB |
| Längsdielenhaus, Fachwerk                           | Längsdielenhaus, Fachwerk                           | Ritterort 2 LageFlur: 1, Flurstück: 345/6 |                                            |         | 170637 DDB |
| Fachwerkwohnhaus                                    | Fachwerkwohnhaus                                    | Ritterort 3 LageFlur: 1, Flurstück: 346/2 |                                            |         | 170638 DDB |
| Bild gesucht BW                                     | Querdielenhaus, Fachwerk                            | Ritterort 7 LageFlur: 1, Flurstück: 365/1 |                                            |         | 170639 DDB |
| Fachwerkwohnhaus                                    | Fachwerkwohnhaus                                    | Schäferstraße 4 LageFlur: 1, Flurstück: 651/1 |                                            |         | 170640 DDB |
| Stadthalle                                          | Stadthalle                                          | Schützenplatz 5, Schützenplatz, Am Sichenufer LageFlur: 1, Flurstück: 1443/4, 1459/5, 795/1                                                                                         |                                            |         | 170641 DDB |
| weitere Bilder                                      | Turm Rund- (Bismarckturm) und Bäume                 | Warte LageFlur: 42, Flurstück: 87 |                                            |         | 170614 DDB |
| Fachwerkwohnhaus, ehem. Längsdielenhaus             | Fachwerkwohnhaus, ehem. Längsdielenhaus             | Wolmershagen 1 LageFlur: 1, Flurstück: 641/1 |                                            |         | 828810 DDB |
| Längsdielenhaus, Fachwerk                           | Längsdielenhaus, Fachwerk                           | Wolmershagen 3 LageFlur: 1, Flurstück: 636/3 |                                            |         | 170642 DDB |
| Fachwerkwohnhaus, ehem. Längsdielenhaus             | Fachwerkwohnhaus, ehem. Längsdielenhaus             | Wolmershagen 5 LageFlur: 1, Flurstück: 634/3 |                                            |         | 170643 DDB |
| Fachwerkwohnhaus                                    | Fachwerkwohnhaus                                    | Wolmershagen 9 LageFlur: 1, Flurstück: 625/1 |                                            |         | 170644 DDB |
| Bild gesucht BW                                     | Querdielenhaus, Fachwerk                            | Wolmershagen 10 LageFlur: 1, Flurstück: 673/1 |                                            |         | 170645 DDB |
| Fachwerkwohnhaus                                    | Fachwerkwohnhaus                                    | Wolmershagen 12 LageFlur: 1, Flurstück: 684/1 |                                            |         | 170646 DDB |